# اکوئینیکس

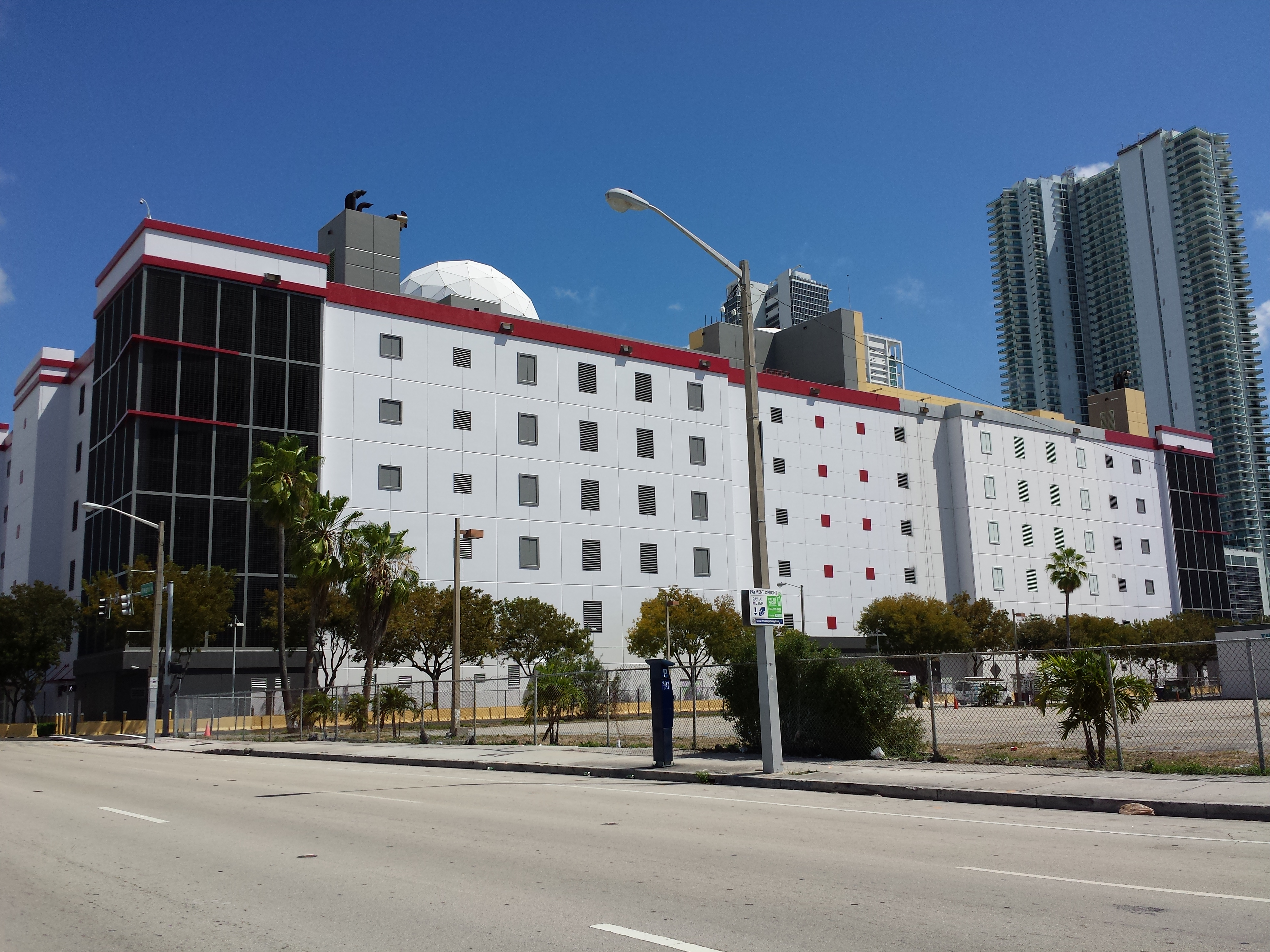
اکوئینیکس

اکوئینیکس (انگلیسی: Equinix) شرکت فناوری اطلاعات آمریکایی است، که در سال ۱۹۹۸ تأسیس شد.